# 保良局金銀業貿易場張凝文學校
22°16′32″N 114°11′06″E / 22.275443°N 114.185040°E
保良局金銀業貿易場張凝文學校（英語：Po Leung Kuk Gold & Silver Exchange Society Pershing Tsang School），位於香港銅鑼灣連道的一間政府津貼全日制小學，於1946年創立，原名為保良局張凝文小學，後於2006年與金銀業貿易場學校合併，成為現在的保良局金銀業貿易場張凝文學校。

## 校政管理
金銀業貿易場學校歷任校監
- 關沃池 先生[1]
- 何添 先生[2]
- 胡漢輝 先生[3]
- 何善衡 先生[3]
- 陳發柱 先生[4]

金銀業貿易場學校歷任校長
- 方志雄 先生[1]
- 司徒衞 先生[2]
- 梁榮耀 先生[5]
- 陳永雄 先生[6]
- 黃日燊 先生[7]
- 莊愛玲 女士[4]

保良局張凝文小學歷任校監
- 李張慧美 女士[8]

保良局張凝文小學歷任校長
- 黃生明 女士（？-1983年，後調至同系蕭漢森小學及莊啟程小學）[9]
- 梁麗瓊 女士[8]

保良局金銀業貿易場張凝文學校歷任校監
- 林文燦 先生

保良局金銀業貿易場張凝文學校歷任校長
- 劉彩玉 女士

## 歷史
保良局張凝文小學於1946年創立，為保良局首間開辦的學校，原名為保良局學校。初期以敎育保良局院舍的兒童為主，後來已將服務範圍擴展至其他適齡兒童。
1988年，張慎為總理慨捐二百萬元設立「張凝文紀念基金」，並撥款一百五十萬元為學校作全面修葺，故學校於1991年3月25日命名為保良局張凝文小學。後因擴班，校舍不敷應用，在相鄰之莊啓程大廈一樓擴建校舍， 張慎為總理慨允以「張凝文紀念基金」餘款七十六萬餘元作增善設施及裝修校舍之用，不敷之數由「保良局教育基金」補足，於1998年1月23日舉行新翼揭幕禮。
金銀業貿易場學校於1949年創立，由林炳炎先生、何善衡博士、恒生銀號及各大小銀號捐款合共四十餘萬元興辦，獲政府撥地興建校舍。學校初定名為金銀業貿易場行員子弟義學，專為金銀業貿易場行員子弟提供教育。1950年更增設免費夜校，經由公開招考，收取小三至小六學生。1954年開始學校改名為金銀業貿易場學校，學校於1967年3月獲教育署批准，轉為津貼小學。

## 著名/傑出校友
保良局張凝文小學舊生
- 梁繼璋：香港唱片騎師
- 楊得時：前香港男演員

金銀業貿易場學校舊生
- 杜國威：香港編劇家[註 1]
- 岑逸飛：香港作家[註 2]
- 宋芝齡：香港女藝人[11]
- 鍾端玲（英语：Deborah Chung）：紐約州立大學水牛城分校機械及航空太空工程學系教授[12]

## 外部連結
- 保良局金銀業貿易場張凝文學校校網 （页面存档备份，存于）
- 保良局金銀業貿易場張凝文學校的Facebook專頁